# 石人乡 (上饶市)
石人乡，是中华人民共和国江西省上饶市广信区下辖的一个乡镇级行政单位。

## 行政区划
石人乡下辖以下地区：
双龙村、杉树村、毛宅村、苏桥村、荷叶村、青山村、郑宅村、汪宅村、桐坞村和石人村。